# Martin Saltzwedel
Martin Franz Reinhold Saltzwedel (* 13. September 1906 in Stettin; † 1. April 1987) war ein deutscher Marineoffizier, zuletzt Kapitän zur See im Zweiten Weltkrieg sowie Träger des Ritterkreuz des Eisernen Kreuzes.

## Laufbahn

### Reichsmarine
Saltzwedel trat nach Abschluss seines Abiturs am 1. April 1925 der Reichsmarine bei, wo seine Zuteilung zur II. Schiffstammdivision der Ostsee erfolgte. Dort erhielt er seine erste infanteristische Grundausbildung. Seine praktische Bordausbildung absolvierte er ab dem 1. August 1925 an Bord des Segelschulschiffes Niobe sowie ab dem 19. Januar 1926 auf einem Ausbildungskreuzer. In der Zwischenzeit wurde Saltzwedel am 16. November 1925 zum Seekadetten ernannt. Mit Beförderung zum Fähnrich zur See mit Wirkung zum 1. April 1927 begann er an der Marineschule Mürwik einen Fähnrichslehrgang und absolvierte anschließend diverse Fähnrichs-Waffenlehrgänge. Am 4. Februar 1929 übernahm Saltzwedel ein Bordkommando auf dem Linienschiff Schleswig-Holstein und nahm dabei die Funktion eines Divisionsleutnants wahr. Während dieser Zeit erfolgte auch seine Beförderung zum Oberfähnrich zur See. Ab dem 15. November 1929 wechselte er als Wachoffizier zum Torpedoboot Iltis und war ab dem 1. Dezember 1929 Lehrer für Nachrichtentechnik an der Marineschule Mürwik, wo er auch als Kompanieoffizier tätig war. Im Anschluss daran absolvierte Saltzwedel ab dem 6. Januar 1931 einen Funkoffizierslehrgang, den er am 28. März 1931 erfolgreich abschließen konnte. Inzwischen mit Wirkung zum 1. Juli 1931 zum Oberleutnant zur See ernannt, wurde Saltzwedel ab dem 3. Oktober 1932 Wachoffizier auf dem Torpedoboot G 11 eingesetzt sowie ab dem 27. September 1934 als Kommandant auf dem Schulschnellboot S 9.

### Kriegsmarine
Am 1. Oktober 1935 wurde Saltzwedel zum Kapitänleutnant befördert und zum Marine-Nachrichten-Offizier in List sowie Adjutant der Befestigungen der Elbe- und Wesermündungen ernannt; ab dem 6. Oktober 1937 war er auch Adjutant der Küstenbefestigung Nordfriesland. Am 1. November 1937 wurde Saltzwedel Erster Offizier auf dem Zerstörer Hans Lody, wechselte jedoch nur wenige Wochen später am 9. Dezember 1937 als Kommandant auf das Torpedoboot Wolf. Am 17. Juni 1938 gab er dieses Kommando wieder ab und wurde Erster Offizier auf dem Zerstörer Z 9 Wolfgang Zenker.
Mit dem Beginn des Zweiten Weltkriegs war Saltzwedel mit Z 9 an Gefechtshandlungen in der Ostsee im Rahmen des Überfalls auf Polen beteiligt. Anschließend versah das Schiff Minenlege- und Sicherungsdienst in der Nordsee. Am 1. Januar 1940 wurde Saltzwedel zum Korvettenkapitän befördert. Beim deutschen Überfall auf Norwegen gehörte Z 9 zur Kampfgruppe unter Kommodore Friedrich Bonte und ging am 13. April 1940 bei der Schlacht um Narvik verloren.
Saltzwedel wurde daraufhin Bataillonskommandeur im Marineregiment Berger, das am 14. April 1940 aus den 2600 Mann der Zerstörer-Besatzungen gebildet wurde und dann mit den Gebirgsjägern des Generalmajors Eduard Dietl den Hafen von Narvik und die Erzbahn von Schweden nach Narvik verteidigte. Nach Beendigung dieser Kämpfe kehrte er nach Deutschland zurück und wurde am 2. Juli 1940 der Zerstörer-Stammabteilung in Wilhelmshaven zugeteilt. Im August 1940 war er kurz Kommandeur der Marine-Nachrichtenabteilung West, diente dann ab dem 10. August 1940 als Kommandeur der Marine-Nachrichtenabteilung Nord.
Am 23. Oktober 1940 übernahm Saltzwedel das Kommando von Z 24, mit dem er 1941 im Westraum der Nordsee, dann im Nordmeer operierte, wo er an mehreren Operationen gegen alliierte Konvois beteiligt war. Dabei konnte er am 1. Mai 1942 zusammen mit Z 25 die britischen Zerstörer Forester und Foresight stark beschädigen. Weiterhin gelang ihm die Torpedierung des britischen Kreuzers Edinburgh, der bereits am 30. April 1942 durch U 456 durch zwei Torpedotreffer schwer beschädigt worden war. Nach der erneuten Torpedierung musste die Edinburgh von ihrer Besatzung aufgegeben werden und wurde anschließend durch einen Torpedo der Foresight versenkt.
Saltzwedel kam im August 1942 in Vertretung als 1. Admiralstabsoffizier zum Deutschen Marinekommando Italien und kehrte anschließend am 9. Oktober 1942 als Kommandant von Z 24 zurück. Hier wurde er am 15. Juni 1943 für die erfolgreiche Versenkung von vier feindlichen Kriegsschiffen im französischen und norwegischen Seegebiet mit dem Ritterkreuz des Eisernen Kreuzes ausgezeichnet.
Bei einem Gefecht Anfang September 1943 wurde er schwer verwundet und am 4. September 1943 in das Marinelazarett in Bordeaux eingeliefert. Anschließend erfolgte seine Verlegung ins Marinelazarett in Bremerhaven, wo er bis März 1944 lag. Inzwischen wurde Saltzwedel am 1. November 1943 zum Fregattenkapitän befördert.
Nach seiner Genesung wurde Saltzwedel am 15. März 1944 zum Chef des Stabes beim Führer der Zerstörer ernannt. In dieser Dienststellung blieb er bis Kriegsende. Am 1. Dezember 1944 erfolgte seine Beförderung zum Kapitän zur See.

### Deutscher Minenräumdienst
Am 9. Mai 1945 wurde Saltzwedel dem Deutschen Minenräumdienst zugeteilt, wo er als Chef der Seefahrtabteilung bis 30. September 1945 eingesetzt war. Anschließend wurde er interniert und am 12. Februar 1946 aus der Kriegsgefangenschaft entlassen.

## Auszeichnungen
- Eisernes Kreuz (1939) II. und I. Klasse am 6. November 1939 bzw. 10. August 1940
- Zerstörer-Kriegsabzeichen am 19. Oktober 1940
- Narvikschild in Gold am 10. November 1940
- Deutsches Kreuz in Gold am 6. August 1942
- Ritterkreuz des Eisernen Kreuzes am 15. Juni 1943
- Verwundetenabzeichen (1939) im Jahre 1943